# Гаршинские
Гаршинские (пол. Garszyński) — дворянский род.
Потомственное дворянство вместе с нижеописанным гербом ВСЕМИЛОСТИВЕЙШЕ пожаловано Секретарю-Архивариусу Канцелярии Совета Управления Царства Польского Бонавентуре Матвееву сыну Гаршинскому, равно Судье Апелляционного Суда в Царстве Польском Осипу Осипову сыну Гаршинскому, на основании статьи 4-й и статьи 16-й пункта 3-го Положения о дворянстве 1836 года, грамотою ГОСУДАРЯ ИМПЕРАТОРА И ЦАРЯ НИКОЛАЯ I, первому 1840 г. Декабря 10 (22), a последнему 1841 года Апреля 29 (Мая 11) дня.

## Описание герба
В голубом поле рука в золотой броне, вправо, держащая масличную ветвь о семи листьях и пяти ягодах. В навершии шлема, дворянскою короною увенчанного, три страусовые пера. Намет голубой с золотым подбоем. Под гербом девиз: Nescia fallere vita.
Герб Горавин Гаршинского внесен в Часть 2 Гербовника дворянских родов Царства Польского, стр. 208